# Dibriwka (rejon nowomyrhorodzki)
Dibriwka (ukr. Дібрівка, pol. Regimentarzówka lub Rejmentarówka) – wieś na Ukrainie w obwodzie kirowogradzkim, w rejonie nowomyrhorodzkim.

## Położenie
Wieś położona przy źródłach rzeki Taszlik, w dawnym powiecie czehryńskim na Ukrainie.

## Dwór
We wsi parterowy dwór Krasińskich kryty dachem czterospadowym, od frontu portyk z dwoma rzędami kolumn (po cztery) podtrzymującymi tympanon.